# M'Cid
M'Cid (în arabă مسيد) este o comună din provincia Sidi Bel Abbès, Algeria.
Populația comunei este de 3.499 de locuitori (2008).